# Станица Валовишта
Станица Валовишта (грч. Σταθμός, Статмос) је насељено место у општини Синтика у периферији Средишња Македонија, Грчка. Према попису из 2021. године било је 11 становника.
Насеље је подигнуто педесетих година 20. века поред железничке станице Валовишта и на попису из 1961. године имало је 49 становника.